# استان چامپاساک
چامپاساک (به لاتین: Champasak) یکی از استان‌های لائوس است که در جنوب غربی و نزدیکی مرز تایلند و کامبوج قرار گرفته است. این استان دارای ۶۰۷۳۳۳ نفر جمعیت و مرکز این استان پاکسی می‌باشد.

## تاریخچه
این استان دارای بیش از نه قرن پیشینه بوده و حدود نه اپراتوری متفاوت دا دیده است. مرکز ای استان، توسط یک فرد فرانسه در سال ۱۹۰۵ به عنوان یک پاسگاه مرزی اداری در محل تلاقی زنون دان (رودخانه دان) در کنار رودخانه مکونگ تأسیس شد.

## جغرافیا
استان چامپاساک مساحت ۱۵٬۴۱۵ کیلومتر مربع (۵٬۹۵۲ مایل مربع). را پوشش می‌دهد این استان از شمال به استان سالاوان، ازشمال شرقی به استان سکونگ، از شرق به استان آتاپیو، از جنوب به کامبوج و از غرب به تایلند متصل می‌شود.

## جمعیت
جمعیت این استان در یک سرشماری در مارس سال ۲۰۰۵، ۶۰۷۳۳۳نفر تشخیص داده شده استکه ترکیبی از قوم ۱۵ قوم مختلف است.

## نگارخانه

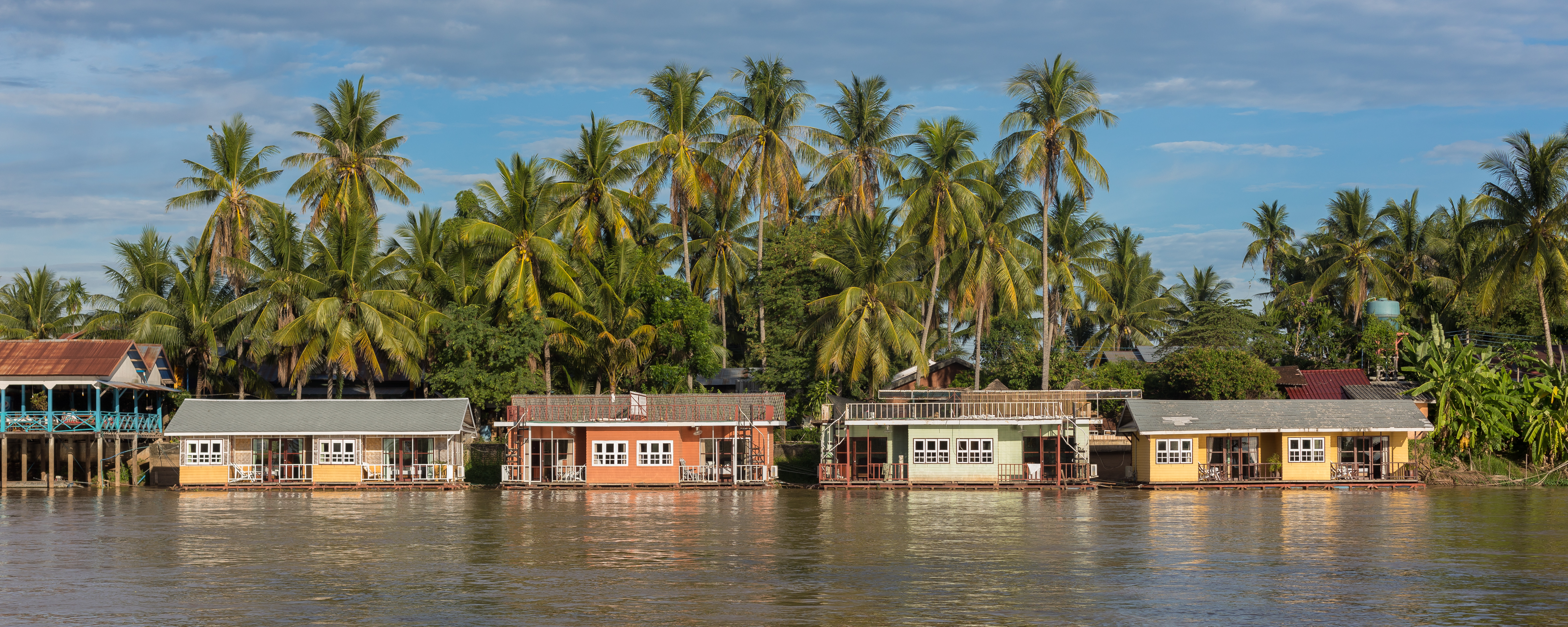
نگاره‌ای از خانه‌های روی آب در حاشیه رود مکونگ در استان چامپاساک، لائوس.
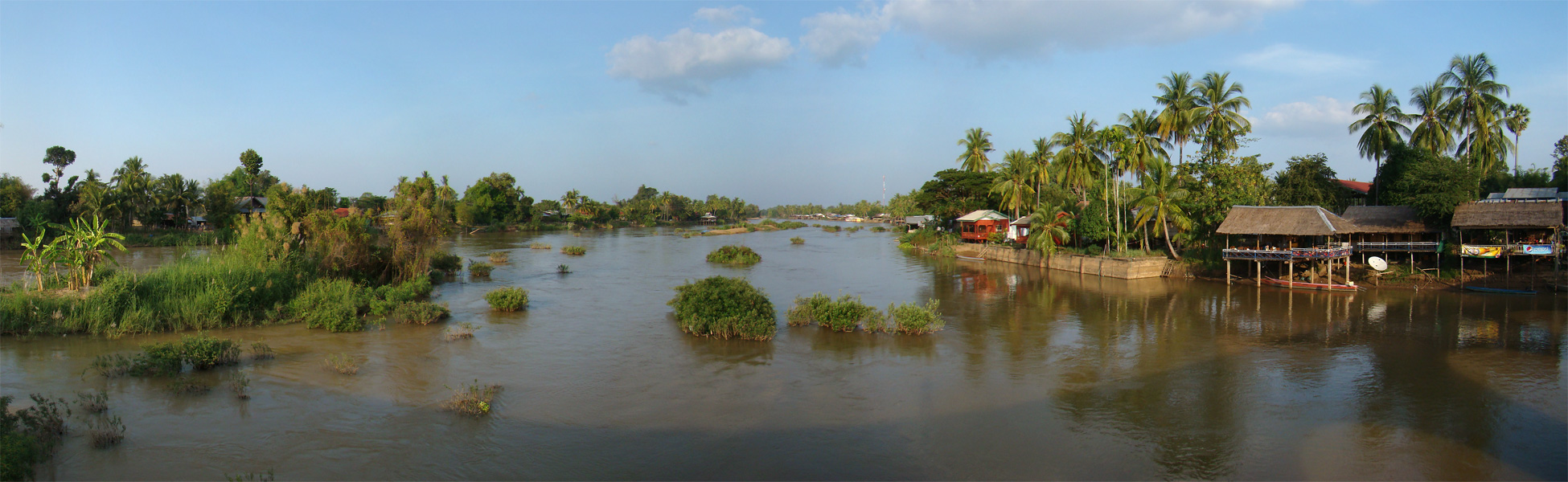
سی دان افزار
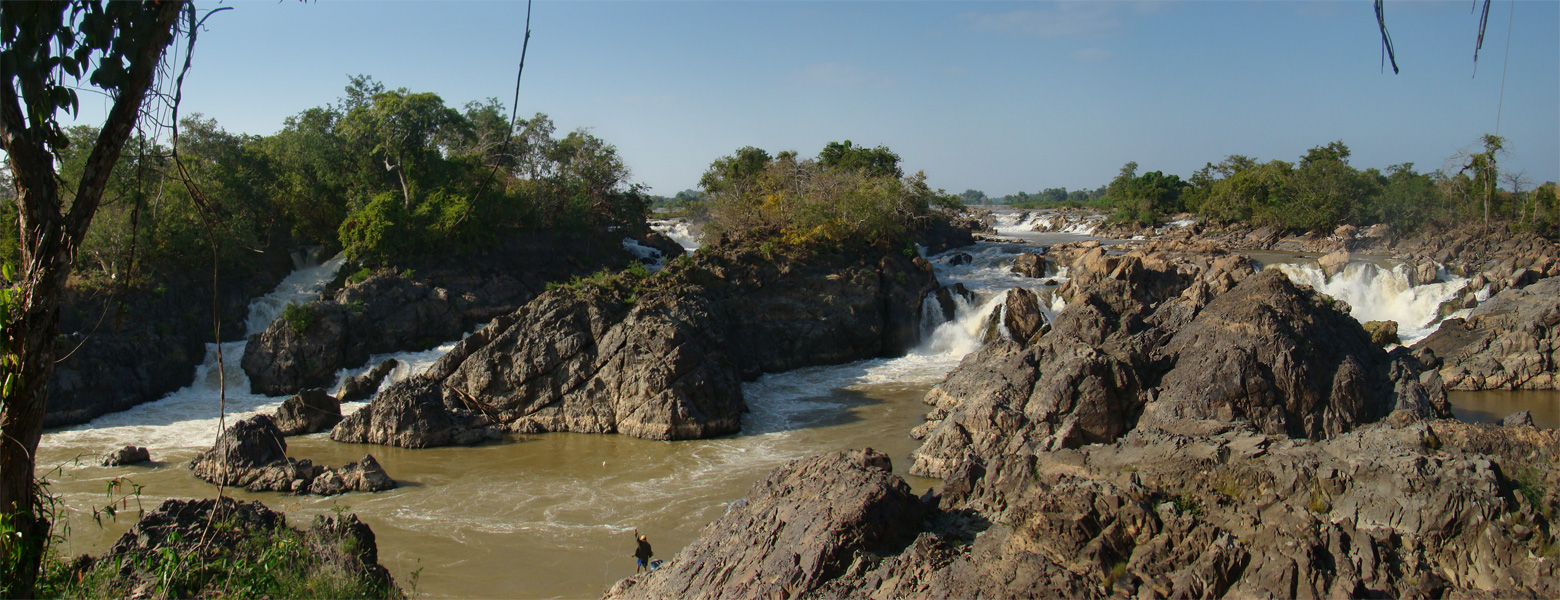
آبشار لیفی
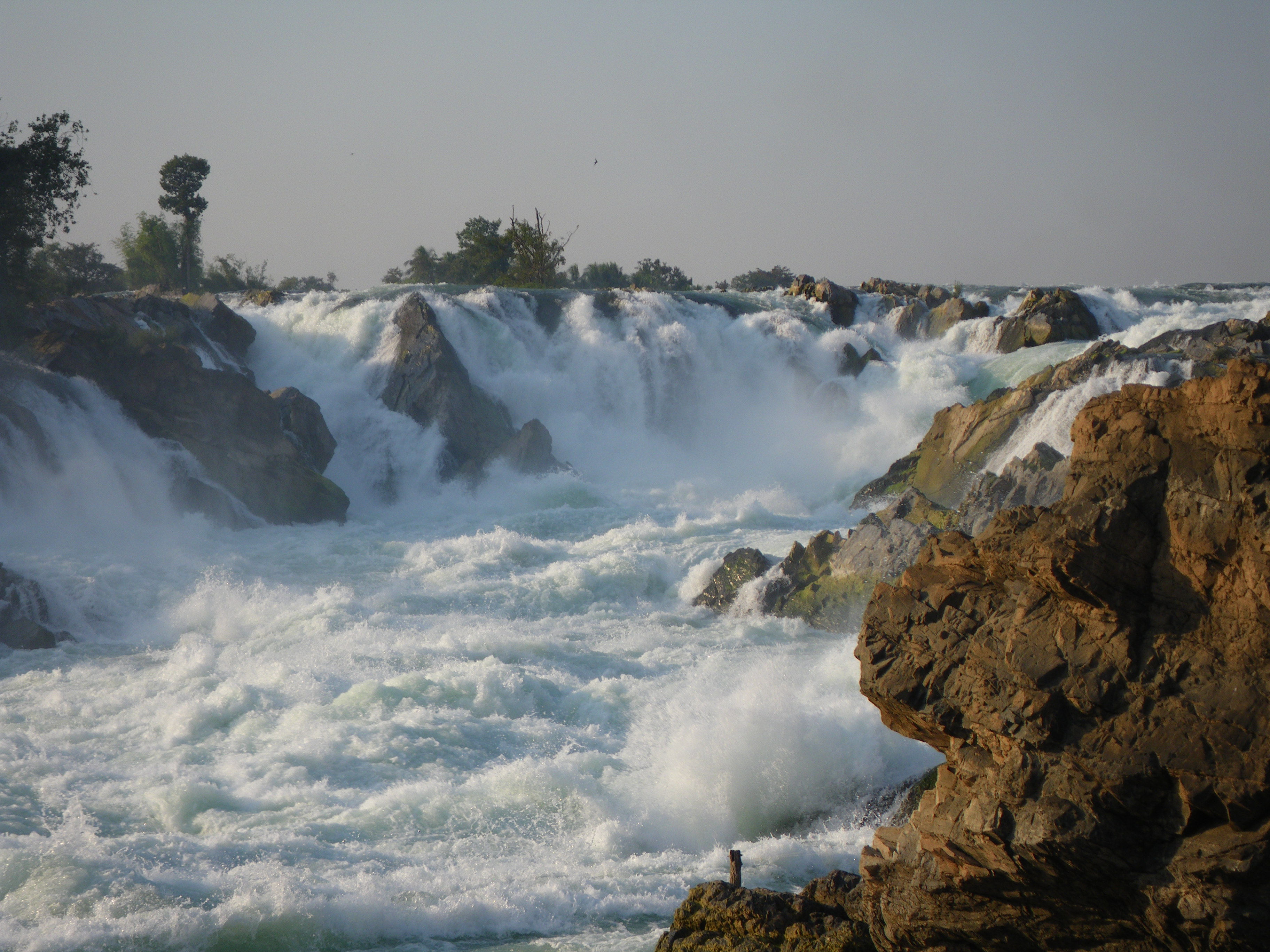
آبشار خونه